# Xavier Gheysens
Xavier Antoine Gheysens (Harelbeke, 19 mei 1799 - Antwerpen, 5 maart 1883)  was een  Belgisch liberaal politicus.

## Levensloop
Hij was afkomstig uit Harelbeke en vestigde zich als notaris in Antwerpen. In 1832 huwde hij met Carolina Wellens (1811-1861), de dochter van de gemeentesecretaris Franciscus Wellens (1784-1861). Hij was eerst lid van de Association Commerciale et Industrielle en nadien van de Meetingpartij.
Hij was gemeenteraadslid van de stad Antwerpen van 1848 tot 1866 en provincieraadslid van Antwerpen van 1849 tot 1876. In 1862 stapt hij over naar de Meetingpartij waarvoor hij in 1863 één maand waarnemend burgemeester was.